# Shapefile
Shapefile eller shape-fil är ett filformat för att lagra geografisk data i vektorform för utsträckningen av ett område, exempelvis områdets gränser eller en grupp av punkter. Filformatet utvecklades av Esri och förkortas vanligtvis ".shp".

## Exempel
https://www.scb.se/contentassets/3443fea3fa6640f7a57ea15d9a372d33/shape_svenska_210505.zip vilket beskriver Sveriges kommuner gränser.